# ألدو بوي
ألدو بوي (بالإسبانية: Aldo Pedro Poy) مواليد 28 يوليو 1945 في روساريو، الأرجنتين، هو لاعب كرة قدم أرجنتيني سابق كان يلعب كمهاجم. سبق له أن لعب في كأس العالم لكرة القدم مع منتخب بلاده.

## المسيرة الاحترافية

### أندية لعب لها
- روزاريو سنترال

## روابط خارجية
- ألدو بوي على موقع الاتحاد الدولي (مؤرشف)  (الإنجليزية)
- ألدو بوي على موقع قاعدة بيانات كرة القدم.إي يو (الإنجليزية)
- ألدو بوي على موقع ناشيونال فوتبول تيمز (الإنجليزية)
- ألدو بوي على موقع عالم كرة القدم.نت (الإنجليزية)